# Coniceromyia atricolor
Coniceromyia atricolor är en tvåvingeart som beskrevs av Schmitz 1929. Coniceromyia atricolor ingår i släktet Coniceromyia och familjen puckelflugor. Inga underarter finns listade i Catalogue of Life.